# (147397) Bobhazel
(147397) Bobhazel est un astéroïde de la ceinture principale.

## Description
(147397) Bobhazel est un astéroïde de la ceinture principale. Il fut découvert le 30 mars 2003 à Wrightwood par James Whitney Young. Il présente une orbite caractérisée par un demi-grand axe de 2,95 UA, une excentricité de 0,12 et une inclinaison de 4,6° par rapport à l'écliptique.

## Compléments